# Turanogryllus scorteccii
Turanogryllus scorteccii är en insektsart som först beskrevs av Lucien Chopard 1965.  Turanogryllus scorteccii ingår i släktet Turanogryllus och familjen syrsor. Inga underarter finns listade i Catalogue of Life.